# Сарра Бесбес
Сарра Бесбес (араб. سارة بسباس‎‎; нар. 5 лютого 1989 року, Абу-Дабі, ОАЕ) — туніська фехтувальниця (шпага), бронзова призерка чемпіонату світу 2015 року в індивідуальних змаганнях, багаторазова чемпіонка Африки.

## Кар'єра
Сарра Бесбес народилася 5 лютого 1989 року в Абу-Дабі, де на той час жили її батьки. Вони також займалися спортом. Тато був баскетболістом, а потім став вчителем фізкультури. Мама була  фехтувальницею на рапірах, а згодом міжнародним суддею з фехтування. Усі їхні діти займаються фехтуванням.
Спершу Сарра Бесбес займалася фехтуванням на рапірах, але потім перейшла на шпагу. З 2007 року ставала призеркою чемпіонатів Африки. Кваліфікувалася на Олімпійські ігри 2012 року. Там вона перемогла Ло Сяоцзюань та Чхве Ін Джон, але у чвертьфіналі програла майбутній срібній призерці Брітті Гайдеманн. У 2015 році їй вдалося здобути бронзову медаль чемпіонату світу.